# Juan Bautista Agüero
Juan Bautista Agüero Sanchez (Caacupé, 24 giugno 1935 – Caacupé, 27 dicembre 2018) è stato un calciatore paraguaiano, di ruolo attaccante.

## Carriera

### Club
Iniziò la sua carriera nel Olimpia Asunción, allora allenato dal grande Aurelio Ramón González. Nel 1954 fu capocannoniere con 7 reti del Campionato sudamericano di calcio Under-19
 e nel 1957 e nel 1958 del campionato paraguaiano.
Nel 1958 si trasferì in Spagna, al Sevilla Fútbol Club, dove rimase per otto anni. Successivamente ebbe brevi esperienze nel Real Madrid e nel Granada.

### Nazionale
Con la maglia della sua Nazionale ha preso parte ai Mondiali del 1958, mettendo a segno due gol.

## Palmarès

### Club

#### Competizioni nazionali
- Campionato paraguaiano: 3

Olimpia: 1956, 1957, 1958

### Competizioni internazionali
- Coppa dei Campioni: 1

Real Madrid: 1965-1966